# 박선홍
박선홍(한국 한자: 朴善洪, 1993년 11월 5일 ~ )은 대한민국의 축구 선수이며, 포지션은 미드필더이다.